# Henk Terlingen

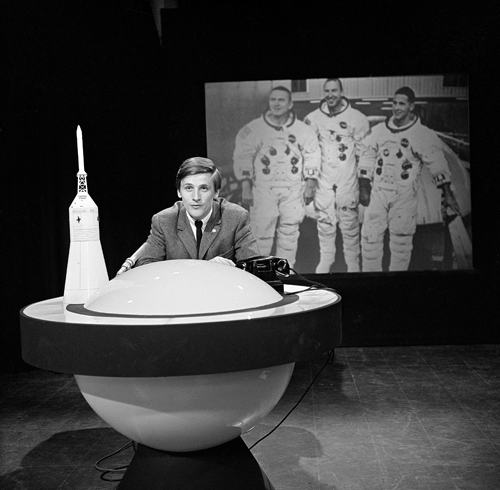
Henk Terlingen, 1969

Hendrik Lodewikus Eduard Maria (Henk) Terlingen (Amsterdam, 31 augustus 1941 - Geldermalsen, 12 juli 1994) was een Nederlands radio- en televisiepresentator.
Hij begon zijn omroeploopbaan in 1962 bij de KRO met een verzoekplatenprogramma. In die tijd nam hij een plaat op (1966) onder het pseudoniem 'Hullekie Dullekie'. Daarna ging hij naar de NOS-radio, waar hij het programma De Paul Meier-show presenteerde. Het lijflied van de show was De glimlach van een kind van Willy Alberti, door Henk Terlingen "de zingende woudreus" genoemd. Hij lag geregeld overhoop met omroepbazen wegens het bezigen van onparlementaire taal in de uitzending en eigenzinnig gedrag. Uiteindelijk verdween zijn programma om die redenen uit de ether.
Nationale bekendheid kreeg Terlingen toen hij samen met Chriet Titulaer de rechtstreekse uitzendingen van de Amerikaanse maanlandingen op de televisie presenteerde en becommentarieerde. Hij was daarom zelfs vrij algemeen bekend onder de bijnaam 'Apollo Henkie' en stond bij tv-kijkend Nederland bekend als 'zeer deskundig'.
Ook presenteerde Henk Terlingen sportprogramma's zoals Sport in Beeld (de voorganger van Studio Sport) en de radio-uitzendingen van de Olympische Spelen. In 1973 was hij ooggetuige van het verongelukken van de Britse autocoureur Roger Williamson op het Circuit van Zandvoort, waarvan hij (samen met Frans Henrichs) een dramatisch verslag gaf. Hij had ook een belangrijke rol bij de presentatie van het Wereldkampioenschap voetbal 1974.
In 1976 werd hij door de Veronica Omroep Organisatie ontslagen en met behulp van de politie uit de studio verwijderd, omdat hij in een programma aandacht wilde besteden aan de Lockheed-affaire rond prins Bernhard. Omdat een stemaandoening hem het werken steeds moeilijker maakte, werkte hij een aantal jaren achter de schermen bij Studio Sport. In 1981 verdween hij uit de ether om zich toe te leggen op PR- en redactiewerk.
Henk Terlingen was van 1977 t/m 1994 een gerenommeerd speaker bij Eurovoetbal, een internationaal jongerenvoetbaltoernooi met veel topclubs, gehouden op de Esserberg bij de toenmalige gemeentegrens van Groningen en Haren. Hij werd beschouwd als de stem van Eurovoetbal. Niet veel weken voor zijn overlijden was hij nog speaker. Sinds zijn overlijden was er de Henk Terlingenprijs, die aan de topscorer van het toernooi werd uitgereikt.
Terlingen was een hoogbegaafd kind. Hij groeide op in een katholiek gezin in Amsterdam (Okeghemstraat). Zijn drie jaar oudere broer Bernard was een verwoed verzamelaar van buizenradiotoestellen en bandrecorders van Grundig en Henk deelde met hem die fascinatie voor radio-uitzendingen en radiotechniek. Veel later, in 2007-2008, werd dit als het ware bewezen doordat Bernard een van de smaakmakers in de Nederlandse versie van Man bijt hond is geworden. Bernard Terlingen (zijn broer) had de gewoonte om jaarlijks op oudejaarsavond, precies om middernacht, het Hallelujah van Händel te laten schallen uit de 90 grote en kleine luidsprekers die hij op het balkon van zijn ouders woning had opgesteld. Henk kwam dan met zijn vrouw Mia naar Amsterdam om te luisteren.
Terlingen was gehuwd met Mia Mathot, met wie hij een zoon David had. Door zijn alcoholisme liep zijn huwelijk stuk, maar na een ontwenningskuur herenigde hij zich met zijn gezin. Hij leed aan longkanker en koos voor euthanasie in huiselijke kring. Volgens zijn biograaf Jeroen Terlingen (geen familie) leed hij aan het syndroom van Asperger.
Op 28 september 2007 werd de planetoïde (12135) Terlingen naar hem vernoemd. De planetoïde heeft een doorsnede van circa 10 km en draait tussen de planeten Mars en Jupiter, op een gemiddelde afstand van 472 miljoen km om de zon. Planetoïde (12135) Terlingen doet iets meer dan vijf jaar en zeven maanden over een volledige omloop.